# Бей (титул)
Бей (крим. bey, тур. bey, «князь»; від давньотюрк.: «bəq/bəy» — вождь) — загальнотюркський титул, військове та адміністративне звання. Також — бег, бек, бій.

## Історія

### Давнітюрки
Початково термін означав вождя роду в складі племені, тобто самостійного родового і навіть політичного (державного) територіального підрозділу (головою всього племені/держави виступав хан). Бей очолював родове ополчення в загальноплемінному/державному війську. У ієрархії давньотюркських титулів був другим після хана.

### Хозарський каганат
У Хазарському каганаті беки з династії Буланідів — де-юре другі особи в державі (після кагана), де-факто носії реальної влади.

### Половці
У Codex Cumanicus титули половецьких правителів бег (полов. beg) і бей (bey) перекладаються латиноюю як princeps (князь).

### Османська імперіяіКримське ханство
У османській титулатурі послідовність за спаданням була наступною (хоча і не протягом усього існування імперії): паша, бей, ага, ефенді.
Бей у Османській імперії — (1) князь, правитель незалежного князівства; (2) управитель округи.
Титул бея в індивідуальному порядку могли носити християни — господарі Молдови та Волощини, князь острова Самос. Також він надавався вождям кочових племен (самі османи були нащадками таких племінних вождів) і синам пашів, іноземним послам, правителям «провінцій» (у XVII столітті в Османській імперії було 22 «провінції» (бейлербейлики), які керувалися бейлербеями). Внаслідок цього титул отримав багато різновидів: алібей — «полковник», бейлербей — «губернатор» «провінції»-бейлербейлика (дослівно бей всех беїв), бейзаде — дослівно син бея тощо.

## Сучасність
У сучасних Туреччині, Азербайджані та Криму слово «бей» перетворилося на форму ввічливого звернення до шанованої особи (аналог європейських термінів пан, містер, мсьє, сеньйор тощо).